# Rossz szomszédság 2.
A Rossz szomszédság 2. (eredeti cím: Neighbors 2: Sorority Rising) 2016-ban bemutatott amerikai filmvígjáték, amelynek rendezője Nicholas Stoller, forgatókönyvírói Stoller, Andrew J. Cohen, Brendan O'Brien, Seth Rogen és Evan Goldberg. A 2014-es Rossz szomszédság című film folytatása. A főszerepben Seth Rogen, Zac Efron, Rose Byrne, Chloë Grace Moretz, Ike Barinholtz, Carla Gallo, Dave Franco, Selena Gomez és Lisa Kudrow látható.
Az Amerikai Egyesült Államokban 2016. május 20-án mutatták be. Magyarországon egy héttel hamarabb, május 12-én jelent meg szinkronizálva a UIP-Dunafilm forgalmazásában. Általánosságban pozitív véleményeket kapott a kritikusoktól és világszerte több mint 108 millió dolláros bevételt hozott.

## Cselekmény
Amikor új szomszédaikról kiderül, hogy egy női diákszövetség, Mac és Kelly egykori ellenségükkel, Teddyvel összefognak, hogy leszámoljanak a lányokkal.

## Szereplők
| Szerep             | Színész                  | Magyar hang         |
| ------------------ | ------------------------ | ------------------- |
| Mac Radner         | Seth Rogen               | Anger Zsolt         |
| Kelly Radner       | Rose Byrne               | Balsai Móni         |
| Teddy Sanders      | Zac Efron                | Markovics Tamás     |
| Shelby             | Chloë Grace Moretz       | Csifó Dorina        |
| Pete Regazolli     | Dave Franco              | Hamvas Dániel       |
| Scoonie            | Christopher Mintz-Plasse | Kovács Lehel        |
| Jimmy Blevins      | Ike Barinholtz           | Kálloy Molnár Péter |
| Nora               | Beanie Feldstein         | Gáspár Kata         |
| Garf               | Jerrod Carmichael        | Szabó Máté          |
| A fi lambda elnöke | Selena Gomez             | Bogdányi Titanilla  |
| Shelby apja        | Kelsey Grammer           | Barbinek Péter      |
| Watkins rendőr     | Hannibal Buress          | Viczián Ottó        |
| Christine          | Awkwafina                | Szilágyi Csenge     |

## Forgatás
A forgatás 2015. augusztus 31-én kezdődött a Georgia állambéli Atlantában és 2015. október 29-én fejeződött be.

## Bemutató
A Universal Pictures 2015. február 6-án tűzte ki a filmet 2016. május 13-ra. 2015. július 27-én azonban a filmet egy héttel későbbre, 2016. május 20-ra halasztották.